# Eames Lounge Chair 670

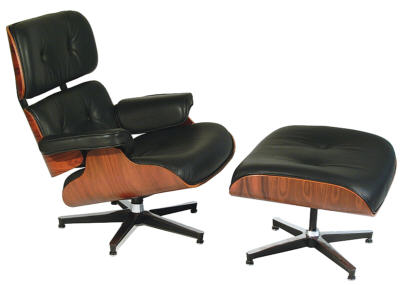
Eames Lounge Chair

Lounge Chair är en fåtölj presenterad av makarna Charles Eames & Ray Eames 1956. Den producerades ursprungligen av möbelföretaget Herman Miller i USA men tillverkas numera också av Vitra.
Fåtöljen var ett resultat av experiment utförda under det sena 1940-talet av bl.a. Charles Eames, Don Albinson och Harry Bertoia vid Eames ritkontor. Ursprungligen tillverkades den enbart i träslaget Dalbergia Nigra (Rio-palisander).